# Inquisición

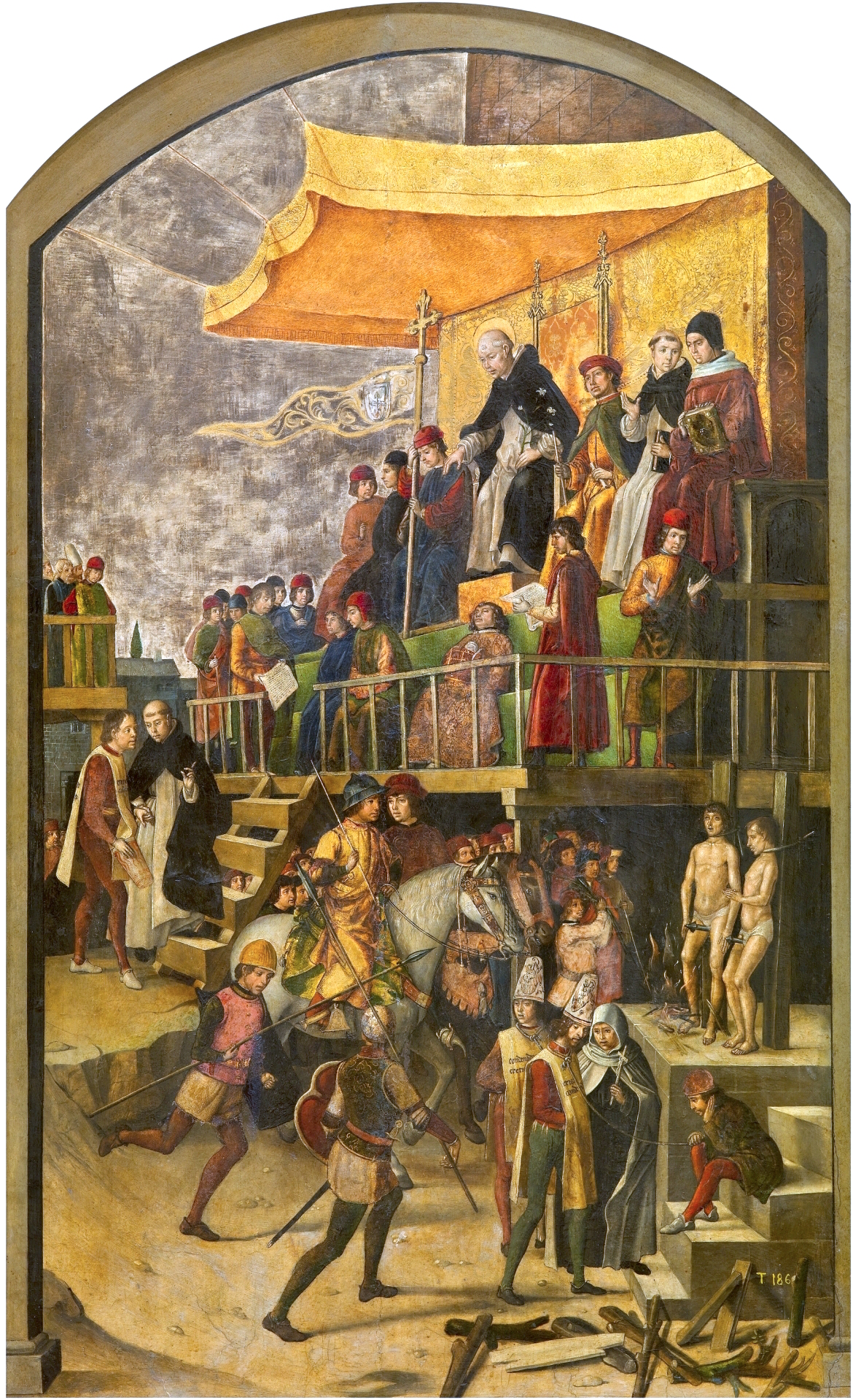
“Auto de fe presidido por
Santo Domingo de Guzmán”,
por Pedro Berruguete, 1475

El término inquisición (del latín inquisitio, ‘averiguación’ o ‘investigación’), en sentido amplio, es un tribunal religioso que averigua y castiga los delitos contra la fe. Más específicamente, la Inquisición o Santa Inquisición hace referencia tanto al proceso legal  como a las instituciones de la Iglesia católica y en varias ocasiones a la protestante dedicadas a la supresión de lo que consideraban «herejía». La herejía contraria a la religión en la era medieval europea muchas veces se castigaba con la pena de muerte y de esta se derivan todas las demás. El juez que preside un tribunal inquisitorial recibe el nombre de inquisidor.
La Inquisición medieval se fundó en 1184 en la zona de Languedoc (en el sur de Francia) para combatir la herejía de los cátaros o albigenses. En ese año el papa Lucio III promulgó la decretal Ad abolendam en la que ordenó que se establecieran tribunales episcopales en toda la Cristiandad Latina que se ocuparan de la herejía. Era un tribunal refrendado por Federico I Barbarroja, sin pena de muerte. Ya antes, en 1166, Enrique II de Inglaterra castigó a 30 herejes. En 1249 se implantó también en el reino de Aragón, siendo la primera Inquisición estatal; y en la Edad Moderna, con la unión de Aragón con Castilla, se extendió a esta con el nombre de Inquisición española (1478-1834), bajo auspicio de la monarquía hispánica, cuyo ámbito de acción se extendió después a los territorios conquistados en lo que se denominaría América, aunque en esta no tenía permitido juzgar a indígenas: la Inquisición portuguesa (1536-1821) y la Inquisición romana (1542-1965). En 1600 se emitió la orden de no incoar más procesos 'por sodomía', por blasfemar, por practicar bestialismo, por herejía y por acusaciones de judaizar en secreto.
Aunque en los países de mayoría protestante también hubo persecuciones, en este caso contra católicos, contra reformadores radicales como los anabaptistas y contra supuestos practicantes de brujería, los tribunales se constituían en el marco del poder real o local, generalmente adecuado para cada caso concreto y no constituyeron una institución específica.

## Origen
En los comienzos de la Iglesia, la pena habitual por herejía era la excomunión. Cuando los emperadores romanos convierten el cristianismo en religión tolerada en el siglo IV, los herejes empiezan a considerarse enemigos del Estado. En su momento San Agustín aprobó con reservas la acción del Estado contra los herejes.
Las herejías, que fueron reprimidas con mucha fuerza en los países nórdicos, gozaron en cambio de cierta tolerancia en los países meridionales, aunque fueron aprobadas algunas sentencias de muerte contra los herejes más significativos. Esta tolerancia permitió que algunas de tales herejías se propagaran con suma rapidez, como la de los neomaniqueos, que se inició en Tolosa, en la Provenza francesa. A medida que ampliaba su radio de acción, la herejía de los Cátaros, que fue la raíz de otras varias, fue adquiriendo nombres diversos con los que se designaban sus adeptos en las distintas regiones europeas. En respuesta al resurgimiento de la herejía de forma organizada, se produce en el siglo XII en el sur de Francia un cambio de opinión dirigida contra la doctrina albigense, la cual no coincidía con los puntos de vista de la Iglesia católica con relación a la salvación, al matrimonio y otras instituciones de la sociedad. Como reacción, el papa Inocencio III organizó una cruzada contra los albigenses promulgando una legislación punitiva contra ellos. Sin embargo, los esfuerzos iniciales destinados a someter la herejía no estuvieron bien coordinados y fueron ineficaces.
La situación se estaba tornando muy diferente a lo que ocurría en la Iglesia primitiva, cuando las herejías causaban a lo mucho grandes discusiones teológicas, llegando a ser también una de las causas del apogeo de la teología y la Escolástica, como antimovimiento contra el error. Ahora, los herejes se presentaban como grupos sociales que perturbaban el orden público, y contra ellos se debían realizar las medidas correspondientes en nombre del Bien común.
Finalmente, las denominaciones cristianas, clasificadas como heréticas, fueron los principales objetivos de la represión inquisitorial, siendo estos: los amalricenses, los hermanos apostólicos, las beguinas y begardes, los hermanos y hermanas del Libre Espíritu, los flagelantes, los fraticelles, los husitas, los joaquinitas, los cátaros (albigenses), los lolardos, los valdenses, los protestantes (luteranos, calvinistas, anabaptistas, anglicanos), los gnósticos, entre otros. También se incluyeron los falsos conversos judaizantes/marranos y mahometizantes (debido a una conducta religiosa dual: públicamente se manifestaban como católicos, que solo era de nombre, porque de hecho practicaban otra religión abrahámica), junto a conversos que cayeran en sincretismo religioso con el paganismo (sobre todo el hinduismo), además de místicos cristianos que pudieran caer en tendencias esotéricas, haciéndoles caer en la apostasía o incluso abrazar el satanismo.
Los judíos, los musulmanes y los paganos (personas que no era cristianas ni de ninguna de las otras grandes religiones monoteístas) estaban excluidos de la Inquisición, en tanto que su jurisdicción del Santo Oficio era con católicos bautizados, no con los infieles, cuyas consciencias debían respetarse por estar fuera de su jurisdicción. Esto se debía a que la iglesia enseñaba que estaba prohibido que las monarquías cristianas impongan a sus súbditos la "profesión de catolicidad", puesto que era una invasión del ámbito de conciencia del súbdito a-católico, el cual debía abrazar la fe de manera voluntaria en su consciencia para tener una conversión sincera; si no, sería un crimen a los derechos naturales de la persona humana, además de hacer peligrar la salvación de las almas de los infieles, en tanto podrían sentir una injusta aversión por el evangelio. Entonces, la inquisición estaba fundamentada en la obligación del legislador católico para dar leyes católicas a la sociedad católica, no a sociedades fuera de la soberanía espiritual de la iglesia; de ahí que los ortodoxos, y los protestantes con ciudadanía de un gobierno protestante, tampoco podían ser procesados (como el caso de Alexander von Humboldt), salvo que intentaran propagar sus herejías en sociedades católicas y generando inestabilidad política. Esto también fue la razón de  por la cual los Indígenas de América fueron excluidos de ser procesados por la Inquisición, por su condición de neófitos, ya que estaban aprendiendo la fe.

## Inquisición medieval
La Inquisición medieval se presentó particularmente en las áreas de lo que hoy es Francia, Italia, Alemania, Austria, la República Checa y Polonia
Aunque el procedimiento inquisitorial como medio para combatir la herejía es una práctica antigua de la Iglesia católica, la Inquisición episcopal, primera fórmula de la Inquisición medieval, fue establecida en 1184 mediante la bula del papa Lucio III Ad abolendam, como un instrumento para acabar con la herejía cátara. El castigo físico a los herejes había sido dispuesto con anterioridad por Federico II Hohenstaufen, la institución de la Inquisición se dio para detener los abusos que estos procesos podrían sufrir por parte del poder civil. Mediante esta bula, se exigía a los obispos que interviniesen activamente para extirpar la herejía y se les otorgaba la potestad de juzgar y condenar a los herejes de su diócesis.

A las anteriores disposiciones […] agregamos el que cualquier arzobispo u obispo, por sí o por su archidiácono o por otras personas honestas e idóneas, una o dos veces al año, inspeccione las parroquias en las que se sospeche que habitan herejes; y allí obligue a tres o más varones de buena fama, o si pareciese necesario a toda la vecindad, a que bajo juramento indiquen al obispo o al archidiácono si conocen allí herejes, o a algunos que celebren reuniones ocultas o se aparten de la vida, las costumbres o el trato común de los fieles.
Lucio III Ad abolendam (1184)

En las siguientes décadas, el proceso de la Inquisición resultó intermitente y contradictorio en muchas ocasiones. Un ejemplo fue el caso del primer director de la Inquisición de Hungría, Paulus Hungarus, quien defendió a los chamanes paganos húngaros valiéndose de su influencia con el papa Inocencio III. Además, aseguró que estos al adorar al sol adoraban al ente supremo que era el mismo Dios, así que no hallaba razón para condenarlos. Paulus Hungarus fue uno de los primeros frailes dominicos, quien escribió importantes documentos como la Suma de poenitentiae, tendiendo las bases de la nueva orden a petición de Domingo de Guzmán. Sin embargo, Paulus fue destituido y reemplazado por un religioso más estricto cerca de 1232, después de haberse iniciado propiamente la Inquisición.
En 1231, ante el fracaso de la Inquisición episcopal, denominada así porque no dependía de una autoridad central, sino que era administrada por los obispos locales, Gregorio IX creó, mediante la bula Excommunicamus, la Inquisición pontificia o Inquisición papal, dirigida directamente por el papa y dominada por las órdenes mendicantes, especialmente los dominicos, para evitar las injerencias del poder civil (sobre todo los monarcas) en la persecución de los herejes, recomendando a los obispos (aun pudiendo ser jueces) que deleguen para esta responsabilidad a jueces especializados, y que la iglesia tiene el poder de hacer sus propios juicios sin necesitar de los tribunales del fuero estatal. El hecho de que religiosos bajo el control directo del papa tuvieran a su cargo los tribunales, fue un freno a su expansión, ya que algunos obispos no querían ver limitado su poder en una diócesis por la presencia de estos organismos papales.
Inocencio III y Gregorio IX, ambos figuras importantes para el origen de la Inquisición, eran admiradores del derecho romano, por lo que los tribunales eclesiásticos se caracterizan por su dureza: de hecho, el código de Justiniano ordena que se le diera pena de muerte al hereje.
En 1252, el papa Inocencio IV autorizó en la bula Ad extirpanda el uso de la tortura para obtener la confesión de los reos. Se recomendaba a los torturadores no se excedieran hasta el punto de mutilar al reo o finiquitarlos. Las penas eran variables. Los que se negaban a abjurar, "herejes relapsos", eran entregados al brazo secular para la ejecución de la pena de muerte.
La Inquisición pontificia funcionó sobre todo en el sur de Francia y en el norte de Italia. En España, existió en la Corona de Aragón desde 1249, pero no en la de Castilla.

## Cruzada Albigense

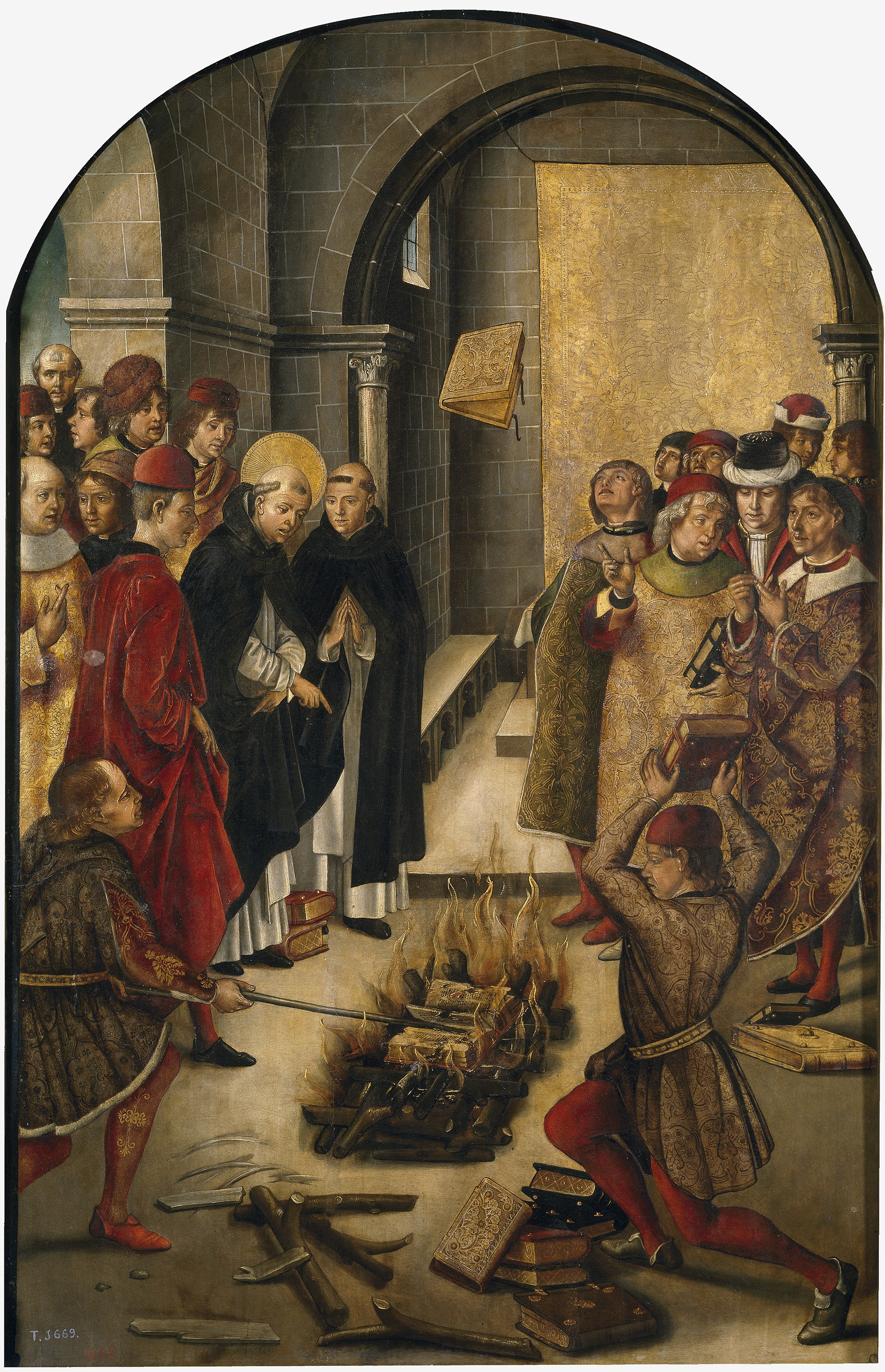
Disputa

La Cruzada contra los Cátaros fue el momento donde la Inquisición lograría establecerse plenamente en el Reino de Francia. Fue un evento por el cual la Iglesia se opuso al proselitismo de los Cataros, cuya doctrina (probablemente con origen en el año 1000) proponía nuevas teorías sobre la Creación que iban contra la Ortodoxia (asumiendo que la creación era imperfecta, y que el mundo material solo fue posible por un Demiurgo maligno contra un Dios benévolo, que no es el único creador, y cuyo espíritu perfecto no tendría responsabilidad con la existencia de la materia, mala por naturaleza y producto de Satanás, mientras Dios es solo creador de la existencia del espíritu), así como hacer críticas a las cada vez más escandalosas diferencias entre lo que predicaba el evangelio en cuanto a pobreza, y la vida de lujo de ciertos miembros del clero, aunado a algunas doctrinas dualistas y gnósticas traídas de Oriente (probablemente por los paulicianos y bogomilos), junto a posturas antijerárquicas y antieclesiásticas, que alcanzarían gran difusión hasta representar un movimiento popular de masas, con sus propias iglesias, obispos y seguidores que incluían gente de todas las clases sociales y Estamento (dividiéndose internamente los cataros entre "creyente" y "perfecto"), representando la amenaza más peligrosa para la autoridad de la Iglesia católica en Francia. También son conocidos como albigenses, porque muchos eran adherentes de la ciudad de Albi y sus alrededores en los siglos XII y XIII. Llegarían a prosperar en el sur de Europa, particularmente en el norte de Italia, alta Cataluña y el sur de Francia.
Entre 1022 y 1163, los cátaros fueron condenados por ocho concilios eclesiásticos locales. Ya en 1119 , el papa Calixto II denunció esta herejía en un concilio que presidió en Toulouse. Al principio, la Santa Sede no prestaba mucha atención a la herejía catara (puesto que consideraba que era un culto suicida que se devoraría a sí mismo, pues no veían mal la muerte y si veían mal la reproducción por traer sufrimiento), pero más tarde se alarmó cuando los cataros empezaron a atacar seriamente a los gobiernos seculares desde sus fortalezas (como incendiar iglesias y cometer sacrilegios horrendos, como pisotear Hostias consagradas), haciendo que los gobernantes los denunciaran y privaran de la protección de las leyes, así como por haber logrado establecer una "antiiglesia" completa (pues, a pesar de sus fuertes apariencias cristianas, e irónicamente por causa de ellas, consiguió engatusar a un sector de pueblo llano, sin formación religiosa en su gran mayoría y que apenas notaba la enorme diferencia que existía entre el sistema cátaro y el cristianismo, debido a la admiración que generaba la vida austera de los Cátaros "perfectos"), con una imitación inconsciente de la institucionalidad romana, pese a su repulsión consciente contra la necesidad de un clero intermediario. Los cátaros y los valdenses (extendidos aproximadamente por la misma época en Lyon, el valle del Ródano llegando hasta el Rhin y el Norte de Italia) empezaban a representar un peligro enorme para la supervivencia del catolicismo.  Ante ello, para 1150, se inició ya la lucha de la Iglesia Católica contra la organización de los cataros. Por ello, en el Concilio de Tours de 1163, presidido por el papa en el exilio Alejandro III (que la reunió tras el cisma provocado en 1159 por el emperador Federico Barbarroja) se estableció un procedimiento que elimina la injusticia y la arbitrariedad de la represión, y autoriza a los príncipes de Toulouse y Gascón, en el marco de la lucha contra los herejes, a recurrir al procedimiento inquisitorial, así como ordenar a los obispos para que lanzaran un anatema contra los que autorizaban a los herejes a permanecer en los territorios bajo su mando y/o entablaran relaciones comerciales con ellos (autorizando el encarcelamiento y confiscación de sus bienes). Se evidenciaría la fuerza adquirida por los cátaros ya en torno al año 1165 (puesto que era una alternativa menos costosa para los señores feudales, frente las autoridades católicas con sus impuestos), así que para contener la expansión de la herejía cátara, Guillaume, obispo de Albi, convocó un concilio en mayo de 1165 en Lombers, entonces importante ciudad de los albigenses (aproximadamente 2000 habitantes).
El Tercer Concilio de Letrán de 1179 repitió la condena y llamó a la cooperación de las autoridades eclesiásticas y seculares para reprimir la herejía con los medios a su disposición, por el que los ejércitos fueron dirigidos por los obispos. Este hecho da lugar a lo que se conoce como “Inquisición legatina” (donde la represión de la herejía, si bien era por obispos locales, ahora se daba a través de legados del papa, como los cistercienses, y no descentralizadamente), conviviendo ambas formas, la legatina y la episcopal, hasta la instauración de la Inquisición pontificia. Cuando Raimundo VI de Tolosa sucedió a su padre en 1194, la herejía estaba tan bien establecida, lo cual será su eterno problema (y el de su hijo), ya que como señor cristiano, habiendo firmado el Tratado de París, debía obedecer a la Iglesia y luchar contra la herejía cátara. Pero como señor del condado de Tolosa, debía mantener la paz entre sus súbditos, muchos de los cuales eran cátaros o simpatizantes, concluyendo que no podía hacer nada contra ella sin provocar revueltas en sus condados (Condado de Tolosa y Marquesado de Provenza). Así, comprendiendo Raimundo que era más conveniente para su interés el no actuar acorde a las medidas tomadas por la Iglesia, lo que a la postre le valió la excomunión y ganarse un Entredicho en sus tierras (así como amenazas de liberar a todos sus súbditos de sus juramentos de obediencia a él). Más importante aún, parte de la clase dominante se convirtió al catarismo (pues cataros y valdenses estaban estrechamente enlazados con ascendente clase burguesa de las ciudades y sus ambiciones políticas), o la nobleza católica al menos prestó especial protección al movimiento cátaro, en tanto que la conciencia nacional del sur de Francia estaba casi siempre aliada con los Cátaros. Esto último se comprobó cuando el papa Inocencio III, en 1198, resolvió tratar con los cátaros y envió una delegación de frailes a la provincia de Languedoc para evaluar la situación, quienes registraron que los cátaros y sus líderes, además de no tener el debido respeto por la autoridad del rey francés o de la Iglesia católica local, estaban bajo la protección de nobles poderosos que tenían un claro interés en independizarse del rey de Francia (muchos nobles abrazaron el catarismo, aunque hicieron poco esfuerzo por seguir sus estrictas restricciones de estilo de vida, únicamente por este motivo).
Siendo así, en el año 1203, Pierre de Castelnau (monje cisterciense de la abadía de Fontfroide, Narbona), junto a Raul Ranier (su legado en Languedoc como monje de Cîteaux), serían designados y dotados de plenos poderes, por parte del papa Inocencio III, para intentar parar la herejía catara en una misión de paz en la región de Toulouse para predicarles la verdadera fe y discutir con ellos sobre temas religiosos controvertidos. Volviéndose legado papal e inquisidor principal, primero en Languedoc, y luego en Viviers y Montpellier, siendo encargado de dirigir el envío de varios predicadores. En 1206, a estos monjes itinerantes se les unieron 2 españoles: Diego, obispo de Osma, y su compañero santo Domingo de Guzmán, fundador de la Orden de los Frailes Predicadores (que toma como modelo la predicación itinerante de Jesús para llegar mejor a las poblaciones locales), quien les ofreció un nuevo modo de acción: se comprometieron a anunciar el Evangelio a la manera de los Apóstoles, viajando a pie y observando la pobreza (pues dedujo que el excesivo esplendor exterior de los predicadores católicos ofendía a los herejes, quienes admiraban la austeridad apostólica), Santo Domingo, percibiendo las grandes ventajas que los herejes obtenían de la cooperación de las mujeres, fundó (1206) en Pouille, cerca de Carcassonne, una congregación religiosa para mujeres, cuyo objeto era la educación de las niñas más pobres (con énfasis en la nobleza). También se unió, en 1207, Bertrand de Chalencon, obispo de Le Puy. Con toda esta campaña, lograron que algunas personas regresaran a la fe católica, pero en su mayor parte renunciaron. Sin embargo, la Iglesia católica en Francia abandonó el esfuerzo misionero contra los cataros cuando los predicadores asignados a la tarea de hacer la campaña de prédica fueron ridiculizados y despreciados por los albigenses, e incluso el legado papal, vuelto extremadamente impopular y que una vez tuvo que huir de la región por temor a que lo asesinaran, llegó a ser asesinado cerca de Arlés (rumoreándose la responsabilidad indirecta de Raimundo de Tolosa, señor más poderoso de Languedoc).
Ante ello, en el año 1208, el papa Inocencio III comprendido que los intentos diplomáticos por hacer retroceder el catarismo no estaban teniendo éxito, y declaró las tierras de Occitania (donde mayor arraigo tenía) para ser entregadas, llamando a la cruzada y ofreciendo las propiedades de los herejes cátaros a cualquier noble francés dispuesto a tomar las armas, pudiéndose tomar posesión de sus tierras. E incluso declarando que la Iglesia no está obligada a recurrir al brazo secular para exterminar la herejía en una región; en ausencia del soberano, tiene derecho a tomar ella misma la iniciativa de convocar a todos los cristianos. Siendo apoyada la cruzada contra los cataros por el rey francés Felipe II (1180-1223) y su hijo Luis VIII (1223-1226) como un medio para aumentar la control de la corona sobre el sur de Francia (más afín a los reinos del este de España, como la Corona de Aragón y el Principado de Cataluña). Logrando finalmente ser exterminada la herejía y los territorios vueltos dominios reales de Francia.
Según Edward Peters, la violencia presentada, por los cruzados contra los albigenses, no estaba en línea con las reformas a la Iglesia y los planes del Papado de Inocencio, quien enfatizaba la confesión, la reforma del clero y los laicos, y las enseñanzas pastorales para oponerse a la herejía. Debiéndose en gran medida porque el ejército estuvo bajo el control de turbas, pequeños gobernantes y obispos locales que no defendían los medios e ideales ordenados por la Iglesia, lo que provocó un deseo dentro del papado para lograr tener un mayor control sobre el enjuiciamiento de la herejía, lo que condujo al desarrollo de procedimientos legales organizados para tratar con los herejes, y así estableciéndose la Inquisición para regular el juicio contra los herejes y reprimir a su vez la pasión incontenible y perjudicial de las turbas locales y los cazadores de herejías, así como evitar la violencia de los tribunales seculares y el derramamiento de sangre innecesaria. Evidencia de aquello sería que el Papado en 1213 canceló momentáneamente el estatus de Cruzada a la campaña (luego de recibir noticias de masacres, incendios y mutilaciones constantes por la captura de una ciudad o un castillo, así como la persuasión de una delegación de Pedro II de Aragón enviada a Roma) queriendo el fin de la guerra contra los herejes, y lo volvió a otorgar esporádicamente durante los siguientes quince años, mientras recomendaba moderación con el fin de atraer a los herejes (aunque al parecer no fuese debidamente informado de cuanto realmente ocurría), a su vez que mandaba al cardenal Pedro de Benavente con la misión de reconciliar a los excomulgados con la Iglesia de Roma. También se sabe que escribió cartas donde reprendió a Simón IV de Montfort (principal protagonista de la Cruzada albigense) por sus ataques a los cristianos y le ordenó restaurar las tierras que había tomado, así como otras donde castigaba severamente a los involucrados (como Pedro de Aragón) por supuestamente proporcionar información falsa y desobedecer los acuerdos en el Concilio de Lavaur.
Sin embargo, debido al repentinamente en julio de 1216 de Inocencio III, la cruzada empezó a quedar en desorden y el liderazgo pasó a Felipe II de Francia (reacio a continuar enérgicamente con la cruzada por tener otro frente en la guerra contra Inglaterra, y más enfocado en ampliar la centralidad y el poder de la corona). A pesar de las protestas del Papado por los excesos cometidos, pronto se convirtió en una guerra de conquista del Reino de Francia.
Una consecuencia religiosa importante es la reforma del clero local. Fue precisamente la riqueza (y a veces la corrupción) del clero católico y su denuncia por parte de los prelados cátaros lo que impulsó a parte de la población a convertirse a la nueva religión. También se sospechaba que parte de la jerarquía clerical tenía simpatías por los cátaros. El período de 1209 a 1215 vio la deposición de varios obispos y su reemplazo por prelados del norte del reino (Arnaud Amaury en Narbonne, Guy des Vaux de Cernay en Carcassonne). Algunas diócesis, confsideradas demasiado grandes para ser administradas adecuadamente, se dividieron. El procedimiento inquisitivo, destinado a la represión de todos los delitos (y no sólo de las herejías) se completa y codifica mediante una serie de Epístola decretal, en particular Licet Heli (1199) y Qualiter et quando (1206), fundamentales para la creación de la Inquisición medieval. Llegando a ordenarse y codificarse adecuadamente en el IV Concilio de Letrán para ponerlo en práctica. Es en la cruzada contra los cátaros donde se encuentra el origen de la Inquisición moderna, ya no hecha de manera descentralizada por los obispos (como en la Inquisición Episcopal) ni dependiendo solo de los delegados por el papa en las Órdenes religiosas (Inquisición Legatina). El Concilio de Toulouse de 1229 organizó el primer establecimiento de la Inquisición en Francia para la represión de los herejes cátaros. Por el año 1233, en Occitania, el "Inquisitio heretice pravitatis" (función de investigación sobre la depravación herética), es instaurada oficialmente y Gregorio IX, inviste del poder de este "Santo Oficio" a dominicos y franciscanos. Así, el 20 de abril de 1233 se instituyó la Inquisición, relevándose al clero secular de esta tarea (pues se noto que los obispos locales no podían al mismo tiempo luchar contra la herejía, ejercer su ministerio y administrar su diócesis). Su objetivo era encontrar a los "Perfectos" con el fin de eliminar de raíz la religión cátara. Una vez encontrado, de no abjurar, era quemado o quemada viva (no había distinción entre hombres y mujeres entre los cátaros). Así, la cruzada albigense tuvo un papel importante para la institucionalización tanto de la Orden Dominicana como de la Inquisición medieval, con su objetivo de convertir a través del argumento, no de la violencia.

## Inquisición española
«Los estudiosos recomiendan además distinguir entre "Inquisición española" e "Inquisición Romana y Universal". Esta última fue creada en 1542 por Paulo III, el papa que buscaba por todos los medios convocar el Concilio que iba a pasar a la historia con el nombre de Trento. Como primera medida para la reforma católica y para detener la herejía que desde Alemania y Suiza amenazaba Con extenderse por doquier, Paulo III instituyó un organismo especial integrado por seis cardenales, con potestad para intervenir allí donde se creyera necesario. Esta nueva institución no tenía al principio carácter permanente ni siquiera un nombre oficial; solamente después fue llamada Santo Oficio o Congregación de la Inquisición Romana y Universal. Nunca sufrió injerencias del poder secular y adoptó un sistema procesal preciso, dotado de ciertas garantías, al menos con relación a la situación jurídica de los tiempos y a las asperezas de las luchas. Cosa que no sucedió, en cambio, con la Inquisición española, que fue algo bien distinto: fue de hecho un tribunal del rey de España, un instrumento del absolutismo estatal que (surgido en su origen contra judíos y musulmanes sospechosos de “conversión ficticia” a un catolicismo entendido por la Corona también como instrumento político).»
Ratzinger, J. (1985). Informe sobre la fe. Capítulo I: Encuentro insólito. La sombra del Santo Oficio. Biblioteca de Autores Cristianos, Madrid.

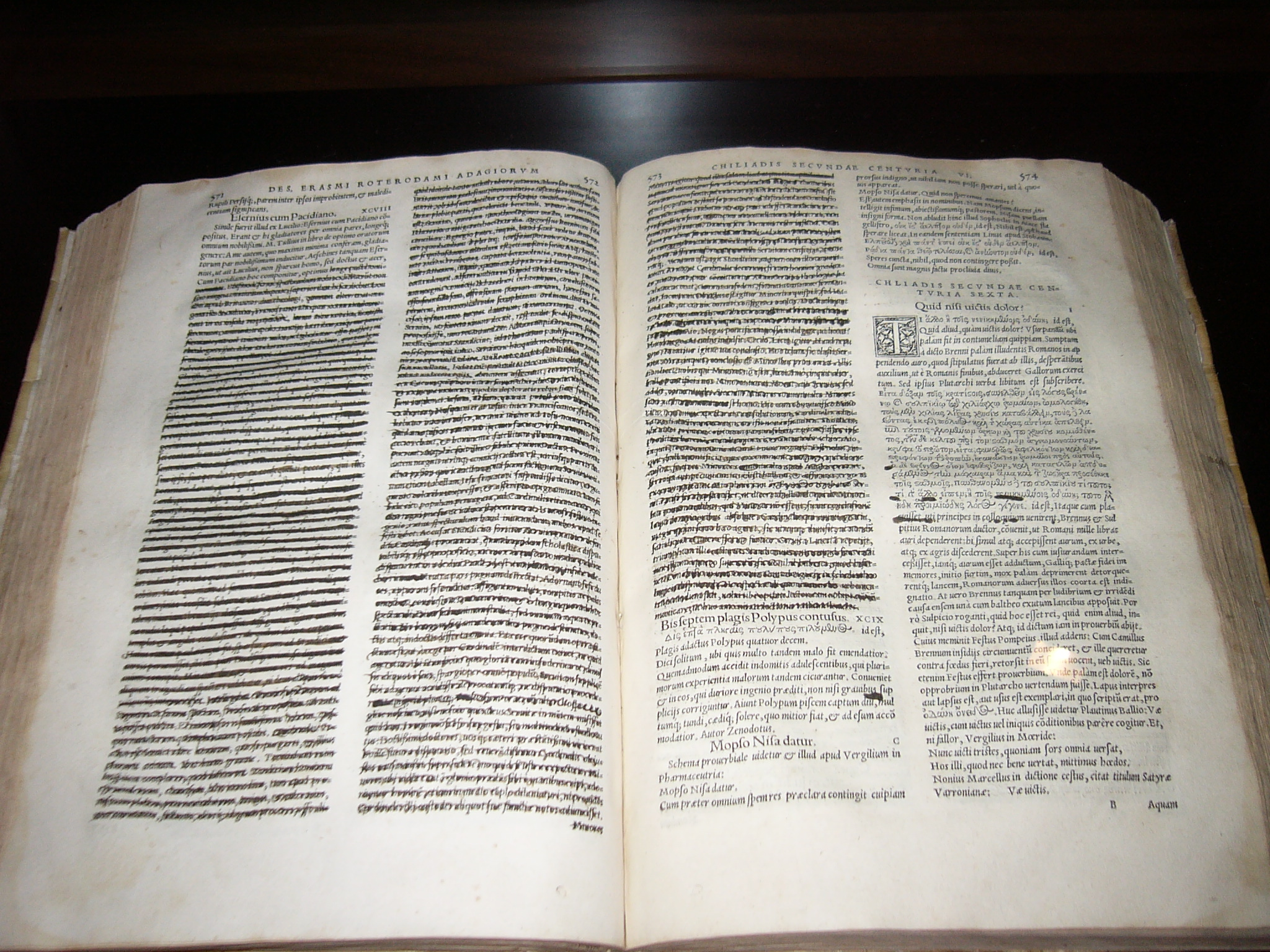
Texto de Erasmo de Róterdam tachado por la Inquisición

La Inquisición real se implantó en la Corona de Castilla en 1478 por la bula del papa Sixto IV Exigit sincerae devotionis con la finalidad de combatir las prácticas judaizantes de los judeoconversos de Sevilla, uno de cuyos condenados se llamaba: 'Yusif Franco', caso del que más tarde vieron irregularidades procesales. A diferencia de la Inquisición medieval, la impulsó directamente  la monarquía, es decir, los Reyes Católicos. Tras una nueva bula emitida en 1483, la Inquisición se extendió a los reinos de la Corona de Aragón, incluyendo Sicilia y Cerdeña, y a los territorios de América (hubo tribunales de la Inquisición en México, Lima y Cartagena de Indias), y se nombró Inquisidor General a Tomás de Torquemada, de familia de conversos, el confesor de Isabel, Espina, había sido rabino. La Inquisición se convirtió en la única institución común a todos los españoles, con excepción de la propia Corona, a quien servía como instrumento del poder real: era un organismo policial interestatal, capaz de actuar a ambos lados de las fronteras entre las coronas de Castilla y Aragón, mientras que los agentes ordinarios de la Corona no podían rebasar los límites jurisdiccionales de sus respectivos reinos.

### Inquisición española en México
La historia de la Santa Inquisición en México se inició desde los primeros momentos en que los españoles pisaron el continente americano. Los primeros casos de que se tiene noticia son las "ordenanzas" contra blasfemos promulgadas por Hernán Cortés en 1520, es decir, antes de la caída de Tenochtitlán, y el proceso de idolatría iniciado por Nuño Beltrán de Guzmán en contra del Caltzontzin, señor de los purépechas (denominados tarascos por los españoles).[cita requerida]
Tras la conquista, se instauró el Tribunal del Santo Oficio, que dependía directamente del Consejo de la Suprema Inquisición, encabezado por el inquisidor general de la Monarquía Hispánica. La autoridad superior del tribunal en México era el Inquisidor (o Inquisidores, ya que el puesto normalmente lo ocupaban varias personas). Los empleados de más alto rango eran el fiscal, a cuyo cargo estaba el promover los procesos, y el Secretario del secreto, que tenía fe pública y autorizaba las actas, diligencias, despachos, edictos, etc. Los inquisidores contaban con un cuerpo de personas doctas y de alta posición social y oficial llamados "consultores del Santo Oficio", que integraban una especie de consejo. Estos consultores intervenían con su voto en las decisiones graves, como cuando un reo era condenado a muerte. El tribunal contaba, además, con el auxilio de un cuerpo de peritos en asuntos teológicos y religiosos, llamados calificadores del Santo Oficio, cuya misión era ilustrar la opinión de los inquisidores en casos debatibles y de difícil resolución. También existía un cuerpo policiaco, que eran quienes resguardaban las cárceles y el Tribunal del Santo Oficio.[cita requerida]

### Procedimiento judicial
«Hace muy poco, un profesor italiano, liberal, estuvo trabajando en unos cuantos procesos (en el archivo de la Inquisición) durante algún tiempo y él mismo declaró que le había defraudado bastante. En vez de encontrar grandes luchas entre la conciencia y el poder, que era lo que él buscaba, lo que allí había eran ordinarios procesos criminales. Eso se debe a que el tribunal de la inquisición romana era bastante moderado. Los mismos procesados por algún delito civil añadían cualquier factor religioso como brujería, profecía, etc, a su delito, para que les enviaran ante el tribunal de la Inquisición. Allí les esperaba un juicio relativamente suave.»
Ratzinger, J. (1997). La sal de la tierra. Capítulo I: La fe católica: signos y palabras. El Prefecto y su Papa. Palabra, Madrid.

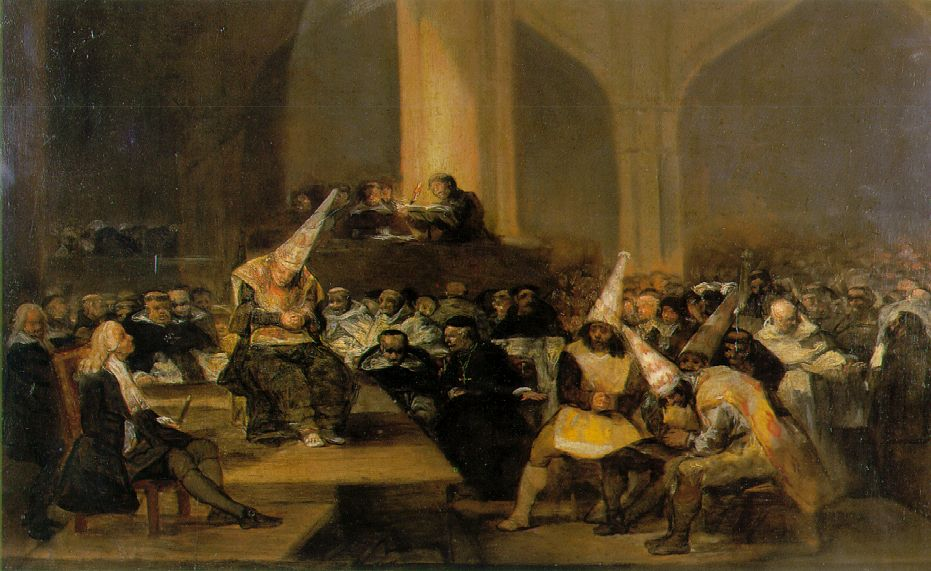
La Inquisición, cuadro de Goya.

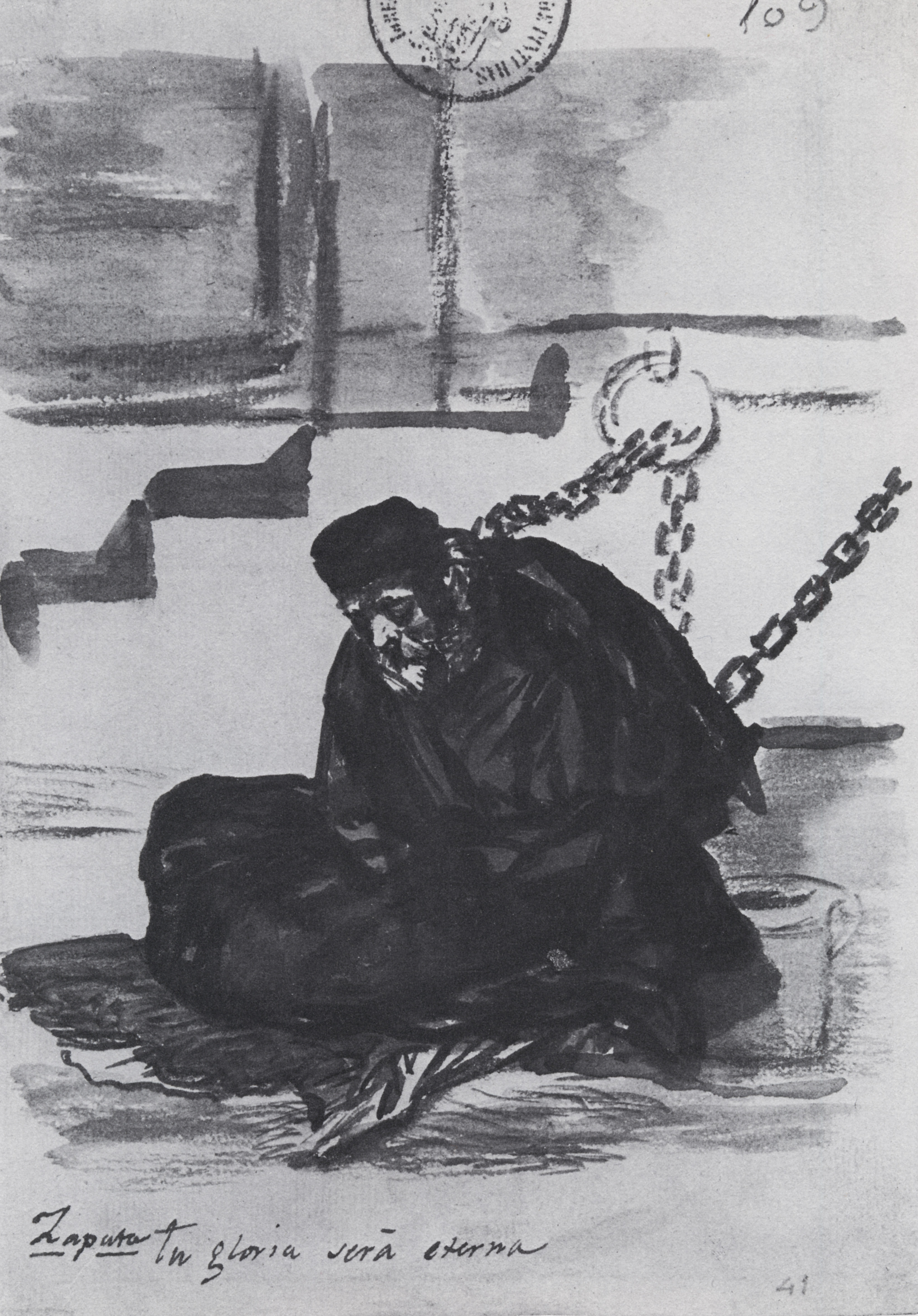
Grabado de Francisco de Goya que muestra al médico Diego Zapata encadenado en la cárcel de la Inquisición de Cuenca. Diego Zapata fue un eminente médico e intelectual del, tratando a importantes personalidades de la época como al Cardenal Portocarrero, el Cardenal Borja o los marqueses de Priego. Sin embargo, dado su origen judeoconverso, fue arrestado por el Santo Oficio en 1721, siendo torturado y sometido a un auto de fe, azotes y destierro; y algunas de sus obras fueron prohibidas.

Al establecerse el Tribunal del Santo Oficio, los primeros procedimientos consistían en una ceremonia llamada el "Juramento", en la que, como lo dice el nombre, los asistentes juraban denunciar a todas las personas que consideraran sospechosas y prestar al tribunal la ayuda que pudiesen, pero, además, al concluir esa ceremonia se solía dar lectura a un edicto de los inquisidores, llamado edicto de gracia, por el cual se conminaba a quienes se sintieran culpables a denunciarse a sí mismos dentro de un plazo fijado; a cambio, obtenían por lo general el perdón de la pena de muerte o la prisión perpetua, así como el de la pena de confiscación de bienes. En el edicto se indicaban con minuciosidad los hechos considerados punibles, aunque su objetivo final era lograr de los autoinculpados la identificación de sus cómplices; es decir, el edicto de gracia en era en realidad un mecanismo para provocar denuncias, convirtiéndose en una trampa que permitía a los inquisidores la formación de un fichero preliminar de sospechosos. En el edicto general de gracia de 1815 se dio potestad a los propios confesores para practicar y recibir testimonios de herejía, prohibiendo a los confesores dar la absolución a los que de algún modo no hubieren cumplido con aquel mandamiento. Más adelante, el juramento primigenio de delación también adquirió la forma escrita, siendo leído por el cura a los feligreses una vez al año; esta figura tomó el nombre de edicto de fe, leyéndose una semana después el edicto de anatema, que declaraba excomulgado a quien no hubiera denunciado lo que sabía acerca de sus vecinos.
Toda denuncia, incluso anónima, era válida, aunque contrario a la creencia popular, una sola denuncia no abría un proceso como tal. 
Para evitar que se hiciera mal uso de las denuncias (como por ejemplo venganzas personales o para arruinar la reputación de un rival), se iniciaba proceso sólo cuando una misma persona sumaba numerosas denuncias, que fueran consistentes y hubiera un delito claro que le concerniera al Tribunal. 
Una vez recibidas dichas denuncias, se abría una investigación secreta que al revelar algún indicio de peso, conducía a citarse al acusado para que se presentara de manera voluntaria ante el Tribunal; en caso de no hacerlo se procedía entonces al arresto y a la incautación de los bienes del acusado para su manutención durante el proceso, el cual podía durar incluso años. 
Es importante señalar que la Inquisición sólo tenía jurisdicción sobre los cristianos, es decir, no podía actuar en contra de los judíos (a menos de que fueran falsos conversos) ni contra musulmanes, ya que ellos le concernían a la justicia civil. En el caso novohispano, los indígenas no estaba sujetos a la juridificación de la Inquisición sino del Provisorato.
Al citarse al acusado o al arrestarlo, se le tomaba una declaración que incluía preguntas sobre su familia y su origen, sobre su conocimiento del dogma y prácticas sobre la religión católica, y sobre si tenía alguna sospecha acerca del motivo de su prisión. Por lo general el acusado manifestaba total ignorancia a ese respecto, temeroso de implicarse en algún hecho que no figurara en la denuncia, situación que agravaba su caso. Si después de preguntarle tres veces el acusado persistía en la misma respuesta se le declaraba "negativo" y se abría propiamente hablando el proceso. Durante toda la secuela de este —que a veces tardaba años— el acusado permanecía incomunicado en la llamada cárcel del secreto y ni siquiera podía hablar con él uno de los inquisidores si faltaba alguien que pudiera servir de testigo. El acusado nunca era informado del nombre de quienes declaraban en el proceso, no había por supuesto la posibilidad de careos y el recurso de tachar a un testigo por ser enemigo del acusado solo podía hacerse efectivo si este adivinaba quien había declarado en su contra o por torpeza del acusado en las declaraciones del testigo. A todos los testigos se les exigía el juramento del secreto.
Como medio para obtener las confesiones era habitual el uso del tormento. También se usó para ello la privación de alimentos. La sentencia ponía fin al proceso, y podía consistir en la absolución del reo (hecho infrecuente) o en su condena. En este último caso, se procedía a la lectura pública de los veredictos en presencia de los acusados y concurriendo las grandes autoridades, constituyendo un aparato ceremonial llamado auto de fe; en este mismo acto se entregaba al verdugo a los condenados a muerte, pena máxima consistente en la ejecución en la hoguera (que usualmente era simbólica, una Ejecución en efigie donde colocaban un muñeco de paja en representación del condenado). Otras penas podían consistir en azotes, destierro, confiscación de bienes, galeras, sambenito o reclusión, en cuyo caso se cumplía el confinamiento en las llamadas casas de penitencia.

### Inquisición en Paraguay
La participación de los jesuitas dentro de la institución inquisitorial tiene una historiografía importante, justamente por la región de la provincia jesuítica del Paraguay y solo se los menciona parcialmente en varias obras generales desde la pionera de Medina (1956) a Sartori (2020), partir de dos casos concretos que se dieron en la fase previa a la creación de esta provincia jesuítica Los protagonistas principales son los PP. Manuel Ortega y Francisco de Angulo.
El P. Manuel Ortega fue perseguido por los esclavistas en una lógica que situaba a los jesuitas como denunciantes de una serie de calamidades que sufrían los guaraníes, inserta en la línea de pensamiento de la Escuela Ibérica de la Paz. Entre ellos, el P. Barzana, con quien tuvo estrecha relación el P. Ortega en sus primeras incursiones en el Salado y luego en Asunción. El destacado misionero escribía al provincial en 1594 que la mayor parte de los guaraníes habían muerto por pestilencias, malos tratos, rebeldía y guerras
La intensa actividad que tuvo el P. Ortega con los indígenas, realizado por sus verdugos esclavistas, fue la represalia buscada en una denuncia de algo que era difícil de probar, pero de fuerte impacto entre la sociedad colonial, al punto que era casi imposible una reivindicación cuando la acusación ya era instalada.
La designación de un jesuita teólogo como el P. Francisco de Angulo, primer jesuita comisario inquisitorial de la región, era la mejor opción que tenía el obispo Vitoria al tener que cumplir las Instrucciones del cardenal Espinosa, a pesar de haber pretendido el cargo quizás por su condición de dominico y negado por el Jesuita Inquisidor Antonio Gutiérrez de Ulloa.
El jesuita acepta con anuencia, de sus superiores y se concentra en denunciar la pavorosa corrupción en la que estaba inserto el clero y sobre todo para defender a los guaraníes de los abusos de los españoles, aunque con el obispo mantuvo cierta distancia que con el tiempo y sus actitudes se volvieron insostenibles.

## Inquisición romana

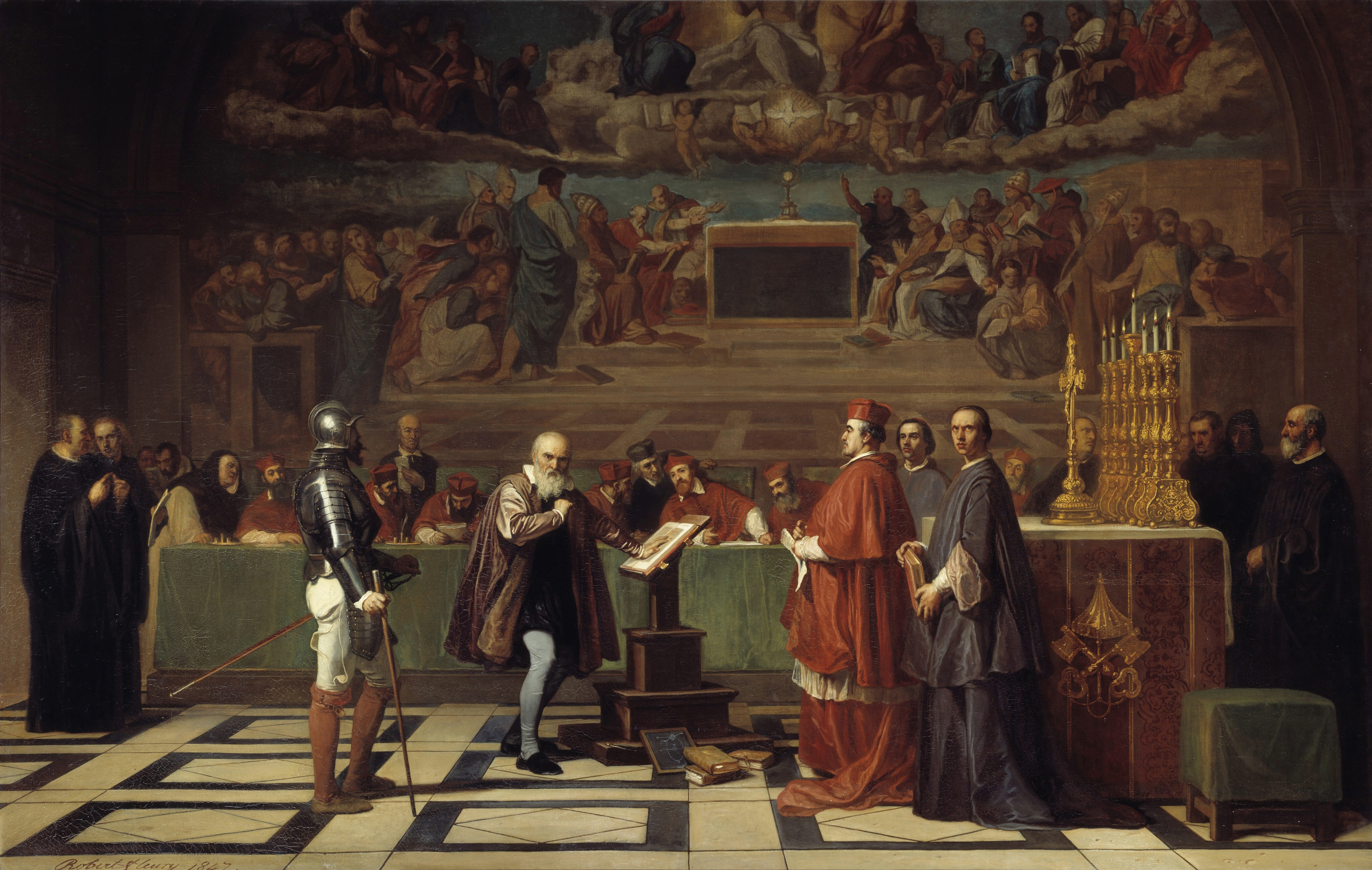
Galileo ante el Santo Oficio, por Joseph-Nicolás Robert-Fleury.

La Inquisición romana, también llamada Congregación del Santo Oficio, fue creada en 1542, ante la amenaza del protestantismo, por el Papa Paulo III. Se trataba de un organismo bastante diferente de la Inquisición medieval, ya que era una congregación permanente de cardenales y otros prelados que no dependía del control episcopal. Su ámbito de acción se extendía a toda la Iglesia católica. Su principal tarea fue desmantelar y atacar a las organizaciones, corrientes de pensamiento y posturas religiosas que socavaran la integridad de la fe católica, y examinar y proscribir los libros que se considerasen ofensivos para la ortodoxia.
Al comienzo, la actividad de la Inquisición romana se restringió a Italia, pero cuando Gian Pietro Caraffa fue elegido papa como Paulo IV, en 1555, comenzó a perseguir a numerosos sospechosos de heterodoxia, entre los que se encontraban varios miembros de la jerarquía eclesiástica, como el cardenal inglés Reginald Pole. En 1600 fue juzgado, condenado y ejecutado el filósofo Giordano Bruno. En 1633 fue procesado y condenado Galileo Galilei, al destierro a más de 50 km de Roma, suspendiéndole asimismo el abono del dinero que recibía al modo de una beca moderna.
En 1965 el papa Pablo VI reorganizó el Santo Oficio, denominándolo Congregación para la Doctrina de la Fe.

## Inquisición portuguesa
En Portugal, donde se habían refugiado numerosos judíos españoles luego de la expulsión de 1492, el rey Manuel I, presionado por sus suegros, los Reyes Católicos, decretó la expulsión de los judíos que no se convirtieran al cristianismo en 1497. Esto produjo numerosas conversiones al catolicismo.
La Inquisición portuguesa fue establecida en Portugal en 1536 por el rey Juan III. En un principio, la Inquisición portuguesa estaba bajo la autoridad del Papa, pero en 1539, el rey nombró inquisidor mayor a su propio hermano, Don Enrique. Finalmente, en 1547, el papa terminó aceptando que la Inquisición dependiese de la Corona portuguesa.
El primer auto de fe tuvo lugar en Lisboa el 20 de septiembre de 1540 y en 1560 se establece un tribunal de la Inquisición en Goa. 
La Inquisición portuguesa fue abolida por las Cortes Generales en 1821. Durante sus casi tres siglos de actividad condujo a 30 000 juicios, en los que 1175 personas fueron condenadas a muerte (otras 633 fueron quemadas en efigie).

## Inquisición y brujería
El episodio de la caza de brujas es un evento histórico que ha sido difundido con una leyenda negra anticatólica en la cultura popular. Se llega a asociar la Inquisición como el principal responsable de las peores barbaries de la caza de brujas, cuando su participación en la misma habría sido menor. Historiadores, como Edward Peters y Henry Kamen, llegaron a conclusiones similares por sus propias investigaciones, concluyendo que los datos históricos sobre la Inquisición estaban distorsionados en los medios de masa, y que ello sería responsabilidad de la narrativa hegemónica de historiadores protestantes (como los remonstrantes, anabaptistas, cuáqueros, unitarios, menonitas, etc de disidentes contra Roma), en tanto que los debates a fines del siglo XVII, relacionados con la religión y la tolerancia, no sólo fueron monopolizados por los protestantes, si no que posteriormente también por los liberales de la Ilustración, con el propósito de desprestigiar a la Iglesia católica por medio de as polémicas sobre la tolerancia religiosa que libraron los ilustrados del parti philosophique "Cacouac" y los antiilustrados del parti dévot en Francia y en Europa.
Así, por ejemplo, Philipp van Limborch, el primer historiador famoso de la Inquisición (haciendo uso de ilustraciones de dudosa fiabilidad, pero que se fueron popularizando por la masiva traducción de su obra en medios ingleses), era remonstrante y Gilbert Brunet, historiador inglés de la Reforma, latitudinario. Hacia finales del siglo XVI, las guerras de religión estaban dando señales de que los intentos de conseguir Estados religiosamente uniformes generaban dificultades y difícilmente iban a triunfar, lo que propago las posturas regalistas como la de Jacques Marsollier (Galicano jansenista que consideraba derecho del rey y no del papa el control de la consciencia religiosa, criticando fuertemente a la inquisición por su intolerancia y un estorbo para lograr el Edicto de Nantes). Uno de los críticos más importantes de las persecuciones religiosas y de la Inquisición fueron Pierre Bayle, (hugonote francés que llegó a ser un gran representante y difusor las tradiciones irénicas, escépticas e individualistas del momento, muy citado por los ilustrados) o los hermanos Henri y Jacques Basnage de Beauval. En el siglo XVI, intelectuales católicos y protestantes estaban iniciando discusiones sobre la libertad de conciencia, pero el movimiento fue marginal hasta principios del Siglo de las Luces. Se afirmaba que los Estados que realizaban persecuciones religiosas no sólo eran poco cristianos, e incluso inhumanos, sino que además eran ilógicos, puesto que acusaban que los católicos actuaban, aparentemente, sobre la base de una conjetura y no a una certeza, siendo prueba del supuesto fanatismo Dogmático inherente del "papismo". Estos pensadores atacaban a cualquier tipo de persecución religiosa, pero la Inquisición se mostraba como el blanco ideal de sus críticas, viéndolo como el epitome de intolerancia y fanatismo, promotor de las peores cualidades de la persona en las sociedades humanas en las que seguía en funcionamiento, haciéndoles ignorantes, supersticiosos y rastreros. Aquellos prejuicios, deformadores de la realidad histórica, se evidenciaría posteriormente con las Revoluciones atlánticas y el surgimiento de los movimientos liberales junto a sus tintes anticlericales, quienes contaminaron el estudio de historia de la Inquisición desde principios del siglo XIX con múltiples sesgos promovidos desde el poder político y la prensa burguesa. El coctel de humanismo renacentista e ilustrado, crítica protestante, condena liberal y discurso satírico volteriano generó una grave distorsión en la percepción europea de la Inquisición en el siglo XVIII y XIX, los cuales fueron expresados en su cúspide con los archivos difundidos en el mundo académico por un famoso falsificador, Étienne de La Mothe-Langon, publicados en 1829 en su obra: Historia de la Inquisición en Francia, los cuales fueron retomados por todos los historiadores franceses y europeos en el siglo XX, en particular Jules Michelet. Edward Peters llega a explicar esta campaña de distorsión histórica como: "un cuerpo de leyendas y mitos que, entre los siglos XVI y XX, establece el carácter percibido de los tribunales inquisitoriales y que han influido sobre todo intento posterior de recuperar la realidad histórica".
Contrario a la creencia popular, la Iglesia no fue causante de las caza de brujas, ni fueron estas debido a las creencias cristianas, si no por la superstición popular (que se remonta a la Edad Antigua precristiana) y del que se pudieron desprender las prácticas de escarmiento público por la población local, muy mal vistas por el fuero religioso. Esto se puede evidenciar, por ejemplo: El papa Gregorio VII, en una carta dirigida al rey Harald III de Dinamarca en el año 1080 d.c, expresando su pesadumbre a la mal costumbre de la población danesa de acusar y culpar a ciertas mujeres de todo tipo de males incomprensibles, para luego matarlas de forma salvaje. Para solucionar este problema, el papa solicitó al rey que informe al pueblo danés que estas desgracias son voluntad de Dios, y deben resolverse con una penitencia y no con un castigo. Décadas más tarde, en el reino de Hungría, donde por edicto se pretendió erradicar la creencia en las brujas entre la población húngara, mediante el siguiente decreto: “De strigis vero quae non sunt, ne ulla questio fíat”, dictado por el rey Colomán por el año 1100 aproximadamente. Así se evidencia que la sociedad europea todavía andaba en proceso de superación de las falsas creencias rezagadas del paganismo (mayoritariamente en la Europa del Norte y germánica, recién evangelizada, en contraste al mundo latino de la Europa del sur).
Desgraciadamente, la acción prudente de la Iglesia sufrió un cambio de estrategia a principios del siglo XV. En esta época se empezó a registrar una extraña secta de apostatas que se reunían de noche para adorar al diablo. Aquello llamó la atención de la Inquisición, debido a que teólogos y juristas de la época los asociaban con los "Cátaros" y "Valdenses", herejía que se creía que había sido reprimida y que atormentaba su posible resurgimiento de maneras más siniestras. Los detalles de la "nueva secta de brujas" se difundieron por medio de la obra "Ut magorum et maleficiorum errores", (un texto que fomentó la percepción de las conexiones de las brujas con los demonios), escrito en 1437 por Claude Tholosa, un juez secular de Brianconnais que no era parte del clero católico ni de la inquisición.
En 1484, Inocencio VIII da por oficial la existencia de la brujería por medio de la bula Summis desideratis affectibus:

Ha llegado a nuestros oídos que gran número de personas de ambos sexos no evitan el fornicar con los demonios, íncubos y súcubos; y que mediante sus brujerías, hechizos y conjuros, sofocan, extinguen y hacen perecer la fecundidad de las mujeres, la propagación de los animales, la mies de la tierra.

Algunos autores[¿quién?] sostienen que el papa no podía saber lo que Kramer y Sprenger iban a decir en el Malleus maleficarum y que solo había publicado la bula para decir que compartía su inquietud por el problema de las brujas. Sin embargo, la posición de la Iglesia con respecto a las brujas agravó la crisis de las persecuciones. Las primeras grandes oleadas de caza de brujas son consecuencia directa del Malleus maleficarum debido a la amplia distribución que tuvo el libro. Aunque la Iglesia nunca aprobó oficialmente la caza de brujas, en 1657 prohibió esas persecuciones en la bula Pro formandis.
En 2004 se publicaron las "Actas del simposio internacional: La inquisición", gracias a la apertura de los archivos secretos de la Congregación para la Doctrina de la Fe ordenada por Juan Pablo II en 1998. En estas actas se recoge toda la posición católica en materia de documentación sobre los procesos inquisitoriales en la Europa católica donde regía la Santa Sede en el campo espiritual. De acuerdo a esta posición, es un mito hablar de genocidio en países como España por brujería, en cambio, los protestantes exageraron seguramente (ver Leyenda negra de la Inquisición española) para mejorar su oposición al Imperio español de la época. Así, se difundió al público los siguientes datos sobre personas que llegaron a ser quemadas en la hoguera por acusación de brujería:
- Alemania: 25.000 (sobre 16 millones de habitantes)
- Polonia - Lituania: 10.000 (sobre 3 millones y 400.000 habitantes, respectivamente)
- Suiza: 10.000 (sobre 1 millón de habitantes)
- Francia: 4.000 (desde los siglos XV al XVIII)
- Reino Unido: 2.500
- Dinamarca - Noruega: 1600 (sobre 970.000 habitantes)
- España: 49
- Italia: 36
- Portugal: 4

Estos datos han llegado a evidenciar que la caza de brujas en las zonas protestantes fue mucho más intolerante y sangrienta que entre los católicos (por ejemplo, la caza de brujas en Polonia y Francia habría sido una extensión de la caza de brujas en Alemania). Ante ello, nuevos estudios han desarrollado la noción de una Inquisición protestante para catalogar a estos procesos históricos y distinguirlos de los que si involucran a los católicos.
En la Europa central, se vio especialmente agravada por varios motivos:
- La difusión de la imprenta con la enorme difusión de obras como la Divina comedia, en los años posteriores a la peste negra donde se hablaba de los suplicios del infierno, el teatro donde se puso de moda incluir al diablo y sus acólitos en sus representaciones.
- Las tensiones religiosas, sobre todo en zonas afectadas por la Reforma, la Guerra de los Treinta Años, la revuelta de los Países Bajos, el anglicanismo y la aparición de movimientos religiosos radicales como los anabaptistas.

Además, las estadísticas demostrarían que hubo una alza en la caza de brujas tras la reforma protestante, y que habría un decrecimiento tras la Contrarreforma, donde sería relevante la participación de la Inquisición para poner orden a la sociedad europea contra juicios arbitrarios de autoridades civiles, o procesos extrajudiciales de turbas populares, instigadas por los reformados. Siendo los años 1560-1630 la época de la gran caza.
Entonces se puede hablar de dos regiones diferenciadas según la fuerza de la brujería:
- Alemania, Suiza, la Región del Jura, los Países Bajos españoles, Francia (sobre todo Estrasburgo) e Inglaterra.
- En los países nórdicos, orientales y mediterráneos especialmente, la caza de brujas fue algo tardío, sin fuerza y poco importante demográficamente.

### La brujería en España
Aunque sería el último país en abandonar la Inquisición, ya hacía mucho tiempo que no ejecutaba a muerte a supuestas brujas; se ejecuta a la última en 1611, la adolescente catalana Magdalena Duer. Los últimos casos son en los cantones suizos con Anna Göldin en Glaris, en 1782 (es la última ejecución en Europa Occidental), y en Polonia, en 1793.
A los brujos y brujas condenados la Inquisición les imponía desde la abjuración de levi, con destierro de seis años de la ciudad donde viviera, hasta la pena de muerte como en el famoso caso de las brujas de Zugarramurdi (1610). Después de este proceso la absolución fue frecuente. Con la confesión del brujo, la Inquisición advertía:

Que no procede en estos casos por solo la forma de ser brujos y hacer los dichos daños, si no testifican de haberlos visto hacer algunos daños, porque muchas veces lo que dicen han visto y hecho les sucede en sueños y juzgan se hallaron en cuerpo y lo vieron e hicieron con los que testifican y les figura el demonio cuerpos fantasiosos de aquellos que dicen vieron sin haberlos visto ni hallándose allí para que hagan esos daños de inflamar en peligro a los que no tienen culpa.[cita requerida]

Julio Caro Baroja afirma en El señor Inquisidor y otras vidas por oficio:

Los inquisidores eran más juristas que humanistas y teólogos. La jurisprudencia más o menos secreta que podían estudiar era grande, casi tan grande como el escepticismo de muchos de ellos, acostumbrados a ver imposturas y engaños en cantidad de actos hechiceriles. En el siglo XVII los españoles, por otra parte, no tenían mucha fama como magos y hechiceros. Alguien sostuvo —con clara animadversión hacia el país— que el diablo no se fiaba de sus habitantes.

## Cifras
Algunas cifras (estimadas) de las ejecuciones por tribunales civiles y por procesos inquisitoriales constatados, por proporcionalidad en relación ejecutados/población:
- Polonia-Lituania: unas 1000, en una población de 3.400.000.
- Reino Unido: cientos de ejecutados. Hay que destacar además que en este país existió la figura de los punzadores, los cuales se dedicaban a "cazar" y ejecutar brujas de forma lucrativa.
- Alemania: fueron ejecutadas hasta un total de 2500 personas de unos 16 millones.
- Dinamarca-Noruega: 150 de 970.000 personas.
- Imperio español: 1346 condenas a muerte entre los años 1540 y 1700, en una población superior a los 31 millones,[59] hasta un máximo de 3000 condenas.[60] a lo largo de toda su historia (1478-1834).
  - Virreinato de Nueva España: 43 personas condenadas a muerte en toda su existencia de la Inquisición mexicana.[61]
  - Virreinato del Perú: 32 personas condenadas a muerte en toda su existencia de la Inquisición peruana.[62]
- Imperio portugués: 1175 condenas a muerte entre los años 1536 y 1794, que constituían un 3,76 % del total de procesados, en una población superior a los 8 millones.[63]

No obstante lo anterior, las cifras que se conocen para los ajusticiamientos por brujería en países como Alemania, Polonia-Lituania o Dinamarca-Noruega son mucho mayores (véase caza de brujas).

## Métodos de tortura empleados
Los acusados eran interrogados, comúnmente, mediante torturas y finalmente castigados si se les encontraba culpables, requisándose sus bienes durante el proceso para sufragar las costas judiciales y los gastos de encarcelamiento. Estos también se podían arrepentir de su acusación y recibir la reconciliación con la Iglesia. A la ejecución de los suplicios asistían el inquisidor, el médico, el secretario y el verdugo, aplicándose los mismos (excepto en el caso de las mujeres) sobre el reo completamente desnudo. En el año 1252, la Bula Ad Extirpanda admite la tortura, pero siempre con un médico de por medio para que se evitara peligrar la vida, y limitó su uso a 3 métodos:
- Garrucha: se alzaba a la víctima al techo con los brazos atados por detrás de la espalda.
- Potro: se ataba al reo a un bastidor y el verdugo apretaba hasta atravesar la carne.
- Tormento del agua: se ataba al reo, se le introducía un paño por la boca hasta la garganta y se vertían jarras de agua de aproximadamente un litro.[40]

Según la Iglesia católica, se adoptó el método de la tortura (lo cual era socialmente aceptado en el contexto de la época) solo en casos excepcionales.
El procedimiento inquisitorial se regulaba minuciosamente en las prácticas de interrogación.
- La tortura no puede poner en peligro la vida de una persona.
- La tortura no puede causarle la pérdida de una extremidad.
- La tortura solo podía aplicarse una vez, y solo si el acusado parecía estar mintiendo.
- Si el inquisidor ya tenía pruebas abrumadoras de la culpabilidad del acusado, estaba prohibido llevarlos a la sala de tortura.

No todos los métodos de tortura aceptados civilmente eran avalados por la Iglesia católica y para que un acusado fuese enviado a tortura, debía ser perseguido por un crimen considerado grave, y el tribunal debía tener también sospechas fundadas de su culpabilidad. Ninguna de estas fueron originadas por el Santo Oficio, si no que fueron de uso en la autoridad civil. Lo notable de la inquisición no era la crueldad, sino la relativa templanza de sus procedimientos: proporcionándolos a la resistencia del reo, atendiendo y curando a éste después.
A pesar del uso de la tortura, el procedimiento inquisitorial representa un avance en la historia de la legislación. Por un lado, definitivamente descartó el uso de la ordalía, tradición germánica condenada hacía mucho por la jerarquía, sin que tomasen medidas disciplinares contra ella, como medio de obtención de pruebas, reemplazándola por el principio de prueba testimonial, el cual todavía tiene vigencia en las legislaciones de la actualidad. Por otro lado, se restablece el principio del Estado como fiscal o parte acusadora. Hasta ese tiempo, era la víctima la que tenía que demostrar la culpabilidad de su agresor, incluso en los procedimientos criminales más graves, esto frecuentemente era muy difícil cuando la víctima era débil y el criminal poderoso. Pero en la Inquisición la víctima no es más que un simple testigo, tal y como sucede en los países donde se aplica un sistema inquisitivo. Era la autoridad eclesiástica quien ahora tenía sobre sí la carga de la prueba.[cita requerida]. El resumen del 'Directorium Inquisitorum', de Nicolás Aymerich, hecho por Marchena, anota un comentario del inquisidor aragonés: 'Quaestiones sunt fallaces et inefficaces' -Los interrogatorios son engañosos e inútiles-

### Falsos instrumentos de tortura
A pesar de lo que se cree popularmente, los casos en los que se utilizaron métodos de tortura durante los procesos inquisitoriales eran escasos, puesto que se consideró que era ineficaz para obtener pruebas, además que, la gran mayoría de veces, dichos instrumentos mayormente tuvieron el propósito de lograr la intimidación del acusado y no se llegaban a utilizar, siendo más la excepción que la norma su uso. Lo que en palabras de la historiadora Helen Mary Carrel: "la visión común del sistema de justicia medieval como cruel y basado en la tortura y la ejecución es a menudo injusta e inexacta". Como diría el historiador Nigel Townson: "Las siniestras salas de tortura dotadas de ruedas dentadas, artilugios quebrantahuesos, grilletes y demás mecanismos aterradores sólo existieron en la imaginación de sus detractores".
Algunos instrumentos de tortura adjudicados a la Inquisición, en realidad fueron originadas en las Iglesias protestantes y/o usados por autoridades civiles, como las presentadas en la Constitutio Criminalis Theresiana (de la Monarquía Habsburgo) o la Ordonnance de Blois (del Parlamento de París). Siendo invenciones modernas, no medievales, que no se relacionaron con la Inquisición.

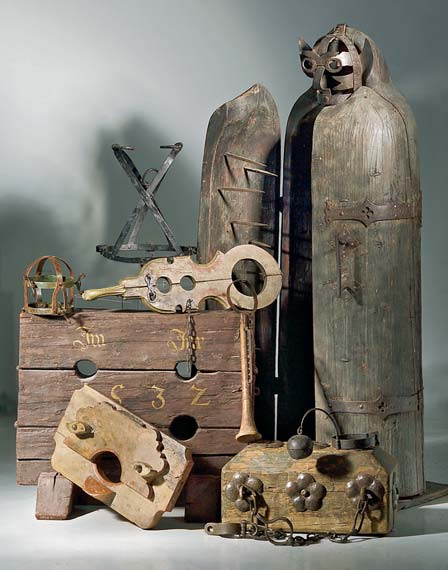
Presuntos instrumentos de tortura de la inquisición, de los cuales se tiene nula evidencia de su uso en procesos inquisitoriales.

Muchos fueron diseñados por bromistas, artistas y estafadores de fines del siglo XVIII y principios del XIX que querían lucrar con el morbo de la gente hacia el mito del Oscurantismo, cobrándoles por atestiguar los susodichos instrumentos en circos de la Era Victoriana, por ejemplo, el casco "vikingo" con cuernos, el cual se popularizó en los dramas y óperas del siglo XIX como una muestra de la "Edad Oscura", pese a no haber sido utilizado.
Se pueden enumerar los instrumentos que nunca uso la Inquisición, pero que salen registrados erróneamente en varios de los museos de la inquisición:
- La flauta del alborotador. Creada en el siglo XVII. Su primera mención viene de los años 1680-90 de la República de Venecia usada contra los desertores de la guerra entre el imperio otomano y la República de Venecia.
- El aplasta cabeza. Creada en el siglo XIV. Su primera mención viene de 1340 en Alemania. No fue usada por la Inquisición sino por los tribunales germánicos contra los enemigos de algunos príncipes electores.
- La cuna de Judas. Creada en el siglo XV. Su primera mención viene de 1450-80 en Francia. Usada por el Parlamento Francés y no por la Inquisición, esta fue abolida en 1430.
- El burro español. Creado en el siglo XVI. El nombre conecta el instrumento con la Inquisición española, aunque solo se usó en ciertas regiones, que no eran principalmente España ni como parte de la Inquisición, si no por autoridades civiles de Europa Central (sobre todo la Alemania Reformada y la Corona de Bohemia), Nueva Francia, las Antillas Neerlandesas, el Imperio británico y los Estados Unidos. No está claro exactamente quién inventó el dispositivo de tortura y es probable que su adjudicación a los españoles sea por motivos de propaganda antihispana.
- El cosquilleo español. Creado en 2005 como un rumor falso en Wikipedia.[69]
- El aplastapulgares. Creado en el siglo XVI. Fue usado para la persecución de los católicos por parte de William Cecil en Inglaterra durante el reinado de Isabel I. No fue usada por la Inquisición, sino por los tribunales ingleses contra los disidentes a la Reforma Protestante, posteriormente también para la tortura de esclavos.
- La Sierra. Creada en el siglo XV. Su primera mención viene de 1450-70. Usada por el tribunal húngaro contra los musulmanes en el marco de la guerra entre el imperio otomano, el imperio bizantino y el reino de Hungría.
- La Pera. Creada en el siglo XV. Su primera mención viene de 1450. Usada por el parlamento francés y no por la Inquisición, esta fue abolida en 1430.[72] El historiador Chris Bishop llegó a postular que podría haber sido un estirador de calcetines en realidad, puesto que se ha comprobado que era demasiado débil para abrirse dentro de un orificio corporal.[73]
- La Bota española. Creada en el siglo XIV. Sus primeras menciones provienen de Escocia con el buskin. Usada por las autoridades de Inglaterra para perseguir a los católicos en Irlanda. Posteriormente las autoridades civiles de Francia y Venecia la usarían, mas no por la Inquisición española.
- La Capa de la infamia. Creada en el siglo XVII. Su primera mención viene de Johann Philipp Siebenkees en 1790. Usada por el parlamento de Núremberg (Protestante) contra ladrones y prostitutas.
- La doncella de Hierro. Creada en el siglo XIX. Inventada por órdenes de la elite protestante y prusiana del II Reich Alemán como parte de la propaganda anticatólica del Kulturkampf para hacer creer que la era medieval pareciera más bárbara, tomando como base la Capa de la Infamia del siglo XVII por la Virgen de Núremberg Luterana.[74]
- El Desgarrador de senos. Creada a fines del siglo XVI. La primera referencia data en Baviera (Alemania) en 1599 y presuntamente se habría utilizado en Francia y Alemania por autoridades civiles y no por la Inquisición. Sin embargo, no existen fuentes históricas fiables de primera mano sobre el uso de los dispositivos, por lo que, al igual que la doncella de hierro, existe la posibilidad de que los dispositivos mostrados en las imágenes sean falsificaciones de una fabricación posterior (como del siglo XVII) o ensamblada a partir de pequeños fragmentos que posiblemente hayan sido partes de otro dispositivo. Lo más probable es que fuese mencionado a menudo para asustar y obligar al acusado a confesar, en lugar de que se les infligiera tal tortura de dudosa existencia.[75]
- La picota. Creada en la Edad Media y usado por las autoridades civiles de Londres, no por la Inquisición, con el fin de avergonzar públicamente a criminales, mas no dañarlos físicamente ni quitar la vida.
- El toro de bronce. Creada en la Edad Antigua y que nunca se usó en la Europa medieval ni mucho menos en la Inquisición. De hecho, hay posibilidad que nunca haya existido en absoluto y solo haya sido una leyenda popular de la cultura greco-latina.
- La Máscara. Creada en el siglo XVI. Jamás estuvo legalizada y solo fue usado por algunos civiles de Escocia e Inglaterra de forma extraoficial, no por la Inquisición.
- El calabozo de las ratas. Creada en el siglo XVI, su principal referencia es de John Lothrop Motley sobre algunas anécdotas de torturas contra los "papistas" durante la guerra de independencia de los Países Bajos. También se dice que en la Torre de Londres se torturó a católicos que se oponían al cisma de la Iglesia anglicana promovida por Isabel I de Inglaterra.[76] Usada por algunos gobiernos protestantes y no por la Inquisición.[77]
- El tenedor de los herejes, las Botas, la Zarpa de gato y la Jaula de Hierro. Creados en el siglo XV-XVI. Usada por el Parlamento francés y no por la Inquisición.

## La postura reciente de la Iglesia católica respecto del caso de Galileo
La leyenda negra que gira en torno a Galileo Galilei (1564-1642) es que, por no aceptar que la Tierra era el centro del universo, se lo encerró en una mazmorra, torturó y excomulgó. Incluso hay quienes creen que hasta fue quemado en la hoguera. Lo cierto es que Galileo era miembro destacado de la Academia Nacional de los Linces (creada por el príncipe Federico Cesi y patrocinada por el papa Clemente VIII). La jerarquía le autorizó enseñar el sistema heliocéntrico copernicano, pero solamente como una simple teoría y no como una verdad absoluta de la física, en tanto había propuestas como el Sistema ticónico que tenían un buen respaldo en la comunidad científica de la época. Sin embargo, al publicar Diálogos sobre los dos máximos sistemas del mundo, se lo llamó a declarar ante el Santo Oficio y se le exigió probar su teoría, de la cual no pudo dar pruebas consideradas fehacientes.
En Italia, la Inquisición obligó a Galileo a declarar que su teoría heliocéntrica era una hipótesis, que situaba al Sol en el centro de todo, en contra de la creencia que situaba la Tierra como el centro del universo (véase: teoría geocéntrica). El sistema copernicano podía interpretarse como un simple cambio de sistema de referencia, que simplificaba el cálculo astronómico del movimiento de los cuerpos celestes, sin necesidad de un cambio en la concepción metafísica del mundo. El sabio y doctor de la iglesia, San Roberto Bellarmino, así como el cardenal Baronio, declararon (en nombre de la jerarquía) que la Santa Sede estaba dispuesta a atribuir a la Escritura un sentido metafórico a los pasajes que, en una interpretación literalista, aparentaban estar en sintonía con el sistema tolemaico, pero solo bajo la condición de que los copernicanos y sus pruebas lograsen demostraciones científicas irrefutables; si no, se temía caer en la herejía del libre examen bíblico de la Sola scriptura.
Si bien la teoría heliocéntrica es hoy en día ampliamente aceptada, la postura de la Iglesia católica mantiene un dejo de justificación de sus actos pasados:
Según algunos estudiosos, se le solicitaron a Galileo pruebas sobre la teoría heliocéntrica, pero este nunca las proporcionó adecuadamente. Presentó, en su lugar, indicios de carácter experimental, insuficientes para una demostración adecuada al método científico. La Iglesia católica, al observar los trastornos ocasionados por la supuesta falta de prudencia científica, y por declarar como verdad un hecho hipotético, junto con diversas infracciones disciplinarias, como interrumpir la 'beca' que recibía del Vaticano y desterrarle a 40 km de Roma, decidió censurar a Galileo y obligarle, en su primera condena (1616), a no seguir publicando acerca del sistema heliocéntrico. Sin embargo, la condena de la iglesia a la doctrina heliocéntrica, que enseñaba Galileo, fue una temporal (bajo la fórmula donec corrigatur, "hasta que sea corregida"), inspirado en el modelo escolástico y el Método científico, por el cual se arguye que las teorías científicas expresan verdades hipotéticas, ciertas ex suppositione, por conjeturas, y no en forma absoluta y certera, pues para ello tienen ser demostradas y dejen de ser teorías, para pasar a ser una Ley científica y un hecho comprobado. Entonces, una vez terminase siendo demostrada la rotación terrestre en 1748, gracias a los estudios de Bradley que comprobaron dichas afirmaciones, la Iglesia descartó del Index la obra Diálogos sobre los dos sistemas del mundo. Galileo no fue juzgado por lo que decía su propuesta científica, sino por cómo lo decía. Pese al arresto domiciliario, continuó con su labor científica.
Ante la polémica, se hizo una nueva revisión (mediada por la Iglesia) del caso Galileo en 1979, pero la comisión que se nombró al efecto en 1981 y que dio por concluidos sus trabajos en 1992, tras efectuar un estudio completo del proceso judicial confirmó una vez más la tesis de que Galileo carecía de argumentos científicos para demostrar el heliocentrismo en la época en que fue publicado originalmente. Sostuvo la inocencia de la Iglesia como institución y la obligación de Galileo de prestarle obediencia y reconocer su magisterio, justificando la condena y evitando una rehabilitación plena. El cardenal Ratzinger, prefecto de la Congregación para la Doctrina de la Fe, expresó en 1990, citando al filósofo agnóstico Feyerabend: «En la época de Galileo, la Iglesia fue mucho más fiel a la razón que el propio Galileo. El proceso contra Galileo fue razonable y justo».
En una carta enviada a los cardenales católicos, el papa Juan Pablo II exhortó a la Iglesia a reconocer los errores cometidos “por sus hombres, en su nombre”, y les animó a arrepentirse. [cita requerida]
Según la opinión de Michael Segre, de esta manera se revalida la posición de que la Iglesia tiene derecho a decidir qué tesis científicas pueden ser defendidas y cuáles deben ser prohibidas, y a condenar y castigar a los que defiendan estas últimas.
La versión según la cual las acusaciones contra la Inquisición son calumniosas o exageradas empezó con un estudio de Jacques Mallet du Pan en 1784 y fue reeditada múltiples veces durante dos siglos, y en esencia dice que Galileo paradójicamente fue mejor teólogo que científico.

## Giordano Bruno
“La leyenda de que Bruno fue procesado como pensador filosófico, fue quemado por sus audaces puntos de vista sobre innumerables mundos o sobre el movimiento de la Tierra, ya no puede sostenerse”
Frances A. Yates. (Giordano Bruno y la Tradición Hermética, pag. 355)

La leyenda negra en torno a Giordano Bruno es respecto a vislumbrarlo como un Librepensador y un eximio filósofo que fue un adelantado a su época, siendo asesinado por la Inquisición debido a sus revolucionarias ideas sobre el cosmos, volviéndose un mártir de la ciencia frente al Oscurantismo de la Iglesia, desafiando la autoridad de una institución no quería aceptar un cambio de paradigma por su fanatismo dogmático, ya que su pensamiento racional contradecía la superstición de su época. Siendo caracterizado como un símbolo de la aparente lucha entre la ciencia y la religión. Se dice que la causa de su muerte fue porque afirmó que las estrellas eran distantes al sol, que estas estrellas eran soles que podían contener sus propios planetas diferentes a nuestro sistema solar, que estos planetas podrían albergar vida extraterrestre, que era científicamente imposible la Transubstanciación. Anticipándose a la Revolución científica de la era de Descartes, Newton y Laplace. Esta percepción súper idealizada de la vida de Bruno fue propagada en la historiografía por polemistas del siglo XIX con simpatías anticlericales, como: Andrew Dickson White, en su obra Warfare of Science del año 1876, la Masonería italiana alzando una estatua suya en el centro de Roma en 1889 (junto a una ceremonia contra el "oscurantismo clerical" que habría sufrido), los autores del Risorgimento viendo su "martirio" como un ejemplo de que la causa del retraso con el que Italia se convertía en Estado nacional recaía en la Iglesia Católica, también la revolución cultural que buscaba realizar el filósofo fascista de Giovanni Gentile con su edición de las obras de Giordano Bruno con el propósito de «devolver a Bruno su dignidad histórica de filósofo», Michael White con la obra The Pope and the Heretic del año 2002, y sobre todo Neil DeGrasse Tyson en su segmento sobre Bruno en el programa Cosmos de 2014 (muy invocado por el movimiento del Nuevo ateísmo, como el biólogo PZ Myers, quien quedaría desacreditado tras una polémica con la National Center for Science and Education por negarse a aceptar la corrección de historiadores profesionales críticos al programa por inexactitudes).
Sin embargo, Bruno en realidad habría sido enjuiciado porque opinaba distinto al dogma de la Santísima Trinidad y la divinidad de Jesús (a quien veía como un mago muy hábil), así como afirmar que los profetas antiguos de Israel eran magos y no gente seleccionada por Dios para su Revelación divina, además de creer que el diablo se salvará, que todo hombre es Dios y que la naturaleza es Dios. Él no fue astrónomo, ni matemático, ni científico, sino un filósofo místico con tendencias al animismo (basado en un hermetismo puro) y al esoterismo cabalista. Por otro lado, rechazó el uso de las matemáticas (viéndolas como una abstracción esquemática que aprisionaba las vicisitudes vitales de la materia en odiosas fórmulas estáticas de validez universal) y el método empírico para explorar la realidad, considerándolas como demasiado limitantes para practicar el sentido intuitivo con los símbolos; dicho énfasis en la intuición consideraba que era superior a las limitaciones racionales de la lógica (sobre todo, tenía un desprecio por la lógica aristotélica y la metafísica tomista). También creía en la existencia de una "geometría sagrada" que era infinitamente superior a las limitadas formas geométricas de la naturaleza, siendo necesario desarrollar un sistema filosófico enfocado en la gnosis e invocación de las fuerzas astrales con el uso de visualizaciones y metáforas que se "sentían intuitivamente" en las imágenes y símbolos del cosmos. Su mezcla excéntrica de ideas contenía el heliocentrismo de Copérnico (aunque por causa de su obsesión con el sol y, buscando pruebas para una profecía que había desarrollado sobre una reforma religiosa basada en el hermetismo y del cual iba a ser su líder) y el universo infinito sin centro de Nicolás de Cusa, pero también en su pensamiento había espacio para la creencia en la magia (sobre todo para acceder a poderes de los demonios por medio de la nigromancia), en estrellas y planetas con almas animadas (considerando que podrían tener espíritus de ángeles para explicar su animación) y movidas por espíritus, una reivindicación a la antigua religión egipcia y el simbolismo pitagórico. Sin embargo, todo este influjo de ideas científicas no fueron asumidos porque viera Bruno en ellos algún mérito científico propio, si no para agregarlas en su extraño sistema religioso (sin importarle confirmarlas científicamente), mientras que las rechazó cuando no encajaban en su cosmología mística panteísta acientífico.
A fines del siglo XVI, Bruno se presentó en dos ocasiones ante el tribunal de la Inquisición, debido a sus usuales ataques de ira que le generaban el rechazo público. La primera ocasión se dio en 1591 cuando Mocenigo «no satisfecho de la enseñanza y molestado por los discursos heréticos de su huésped» lo denunció a la inquisición de Venecia debido a sus incoherencias místicas, donde se sospechaba que había llegado a leer libros prohibidos por la iglesia (como De sigillis hermetis et ptolomaeis). Se le interrogó sobre las acusaciones de negar la virginidad de la Virgen María, declarar que Jesús fue un mago, negar la Trinidad y negar la Transubstanciación (su cosmología heliocéntrica y sus ideas sobre la infinidad de mundos no fueron de relevancia). Bruno en aquella ocasión se sometió a los jueces y se declaró dispuesto a retractarse de sus errores, y casi hubiera sido absuelto, de no ser que la Inquisición romana solicitó su extradición, y Bruno no se opuso porque consideraba poder influir con sus "artes mágicas" la decisión del Pontífice.
Giordano Bruno fue quizás torturado a fines de marzo de 1597, según algunas hipótesis sobre la decisión de la Congregación tomada el 24 de marzo, aunque dicha circunstancia ha sido puesto en duda y negada por el historiador Andrea Del Col. Una posterior aplicación de la tortura, propuesta por los consultores de la Congregación el 9 de septiembre de 1599, fue rechazada por el papa Clemente VIII.
La siguiente ocasión se dio en Roma durante 1599, en el interrogatorio del 10 de septiembre, Bruno estuvo a punto de abjurar otra vez de sus herejías (bajo condición de ser heréticas Ex nunc) pero a último momento cambió de parecer el día 16, y para el día 21 se retractó de sus confesiones, acusando a los inquisidores de malinterpretar sus visiones y que no tenía nada de qué arrepentirse. Así, se rehusó a negar los fundamentos de su filosofía: reafirmó la infinitud del universo, la multiplicidad de los mundos, el movimiento de la Tierra y la no generación de sustancias. Luego, Bruno sostuvo que la Tierra tiene alma, que las estrellas tienen naturaleza angelical, que el alma no es una forma del cuerpo, y como única concesión está dispuesto a admitir la inmortalidad del alma humana. Finalmente, la Inquisición Romana declaró a Bruno culpable del cargo de negación de varias dogmas fundamentales: la condenación eterna (infierno), la Trinidad, la divinidad de Cristo, la virginidad de María y la transubstanciación. Aquello dejó claro que su juicio por herejía no fue una condena de la iglesia a sus puntos de vista cosmológicos (junto una supuesta represión contra la ciencia), más bien, fue una respuesta a sus puntos de vista religiosos sobre la Vida después de la muerte, sobre todo por el panteísmo y su enseñanza de la transmigración del alma (reencarnación). Además, el heliocentrismo copernicano y su doctrina de la pluralidad de los mundos habitados no estaba entre la lista de cargos contra Bruno, ya que si así hubiera pasado, la inquisición que investigó a Galileo en 1615 hubiera usado este caso como precedente por jurisprudencia, pero aquello nunca se dio. Entonces, se le condenó por sus ideas teológicas erróneas (herejías), no por sus posibles creencias científicas. Y en todo momento la inquisición quiso evitar llevar a la hoguera, buscando que sea corregido, incluso varios amigos suyos, de la orden de los dominicos, rogaron para que Bruno acepte la ortodoxia de la fe católica, pero se mantuvo obstinado.

“Es cierto que él [Bruno] fue quemado en la hoguera en Roma en 1600, pero las autoridades de la iglesia seguramente estaban más angustiadas por su negación de la divinidad de Cristo y su supuesto diabolismo que por sus doctrinas cosmológicas.”
Steven J. Dick. (Plurality of Words: The Extraterrestrial Life Debate from Democritus to Kant , Cambridge University Press, 1982, p. 10)

Cuatro siglos después, el 18 de febrero de 2000, el papa Juan Pablo II, a través de una carta del Secretario de Estado del Vaticano, Angelo Sodano, enviada a una conferencia celebrada en Nápoles, expresó su profundo pesar por la atroz muerte de Giordano Bruno, el cual "constituye un motivo de profundo pesar para la Iglesia de hoy", pero sin llegar a rehabilitarlo, puesto que "el camino de su pensamiento lo llevó a opciones intelectuales que progresivamente se revelaron, en algunos puntos decisivos, incompatibles con la doctrina cristiana".

## Juana de Arco
Nacida en Domrémy, un pequeño poblado situado en el departamento de los Vosgos en la región de la Lorena, Francia, ya con 17 años encabezó el ejército real francés. Convenció al rey Carlos VII de que expulsara a los ingleses de Francia, y este le dio autoridad sobre su ejército en el sitio de Orleans, la batalla de Patay y otros enfrentamientos en 1429 y 1430. Estas campañas revitalizaron la facción de Carlos VII durante la guerra de los Cien Años y permitieron la coronación del monarca. Como recompensa, el rey eximió a Dòmremy del impuesto anual a la corona.
Posteriormente, Juana fue capturada por los borgoñones y entregada a los ingleses mediando precio. Los clérigos bajo influencia inglesa la condenaron por herejía y el duque Juan de Bedford la quemó viva en Ruan. La mayoría de los datos sobre su vida se basan en las actas de aquel proceso pero, en cierta forma, están desprovistos de crédito, pues, según diversos testigos presenciales del juicio, fueron sometidos a multitud de correcciones por orden del obispo Pierre Cauchon, así como a la introducción de datos falsos. Entre estos testigos estaba el escribano oficial, designado solo por Cauchon, quien afirma que en ocasiones había secretarios escondidos detrás de las cortinas de la sala esperando instrucciones para borrar o agregar datos a las actas.

## Juicios contra animales
Entre 1266 y 1586 se realizaron, solo en Francia, por lo menos sesenta juicios contra animales en los tribunales de la Inquisición - aunque este tipo de juicios tuvieron lugar en todo el Occidente cristiano - según lo que el historiador Michel Pastoureau ha encontrado en los archivos de los documentos judiciales. Un ejemplo citado por Pastoreau es el de la cerda que fue declarada culpable por el asesinato del bebé Jean Le Maux y fue vestida como humana, torturada, mutilada y condenada a muerte a pesar de que no confesó frente a ningún cura, tras nueve días de juicio en Falaise, en 1386. Sin embargo, en 1457, en Savigny-Sur, en Borgoña, el tribunal logró, bajo tortura, la confesión de otra cerda que había asesinado a otro pequeño de cinco años. En otro caso la condena fue más fuerte porque el cerdo cometió su crimen un viernes de vigilia, pecado mayor. Los juicios contra animales incluían, al igual que los de las brujas, exposición, acarreo, vejaciones, torturas para el castigo ejemplarizante y la humillación pública y, finalmente la destrucción del cadáver mediante el fuego.

## En la cultura popular y las artes
- El hereje: novela de Delibes. El protagonista y sus compañeros adeptos de la Reforma Luterana mueren ejecutados por la Santa Inquisición, quemados públicamente en una pira.
- El inquisidor, novela de Patricio Sturlese, muestra en primera persona la persecución de herejes y de brujas por parte un inquisidor durante el siglo XVI.
- La Gesta del Marrano, novela de Marcos Aguinis. Cuenta la historia real de Francisco Maldonado da Silva, judeoconverso que volvió a practicar el judaísmo, y que terminó condenado a la hoguera.
- La Catedral del Mar, novela de Ildefonso Falcones, nos trae la descripción de juicio inquisitivo en pequeños pueblos y una gran escena que ocurre en Barcelona.
- En el videojuego A Plague Tale: Innocence, la facción antagónica principal es una inquisición ficticia durante la época de la Peste Negra.
- En el universo de Star Wars, existe la Inquisición Imperial, una fuerza policial de usuarios del lado oscuro que caza a los Jedis sobrevivientes a la Orden 66 y que se líder lleva el título de Gran Inquisidor.
- En la saga de Assassin's Creed, la Inquisición Española es un organismo peón de los Templarios.